# Konstantin Ozgan
Konstantin Konstantinovič Ozgan (abchazsky Константин Константин-иԥа Озган, rusky Константин Константинович Озган, gruzínsky კონსტანტინე ოზგანი; 15. května 1939 Lychny – 22. března 2016 Suchumi) byl abchazský komunistický politik, diplomat a ekonom. Od konce 70. let 20. století patřil k vrcholným politikům sovětské Abcházie, kdy působil v jejím Nejvyšším sovětu nejprve jako řadový poslanec, později jako předseda. V 90. letech v čerstvě nezávislé a mezinárodně neuznané Abcházii dvakrát zastával ministerskou funkci: nejprve byl v letech 1996 až 1997 ministrem zahraničí, poté do roku 1998 ministrem hospodářství. V závěru života vykonával čestnou funkci předsedy abchazské Rady starších. Jeho prvorozená dcera Kristina Ozganová je též politička a ekonomka.

## Biografie
Konstantin Ozgan se narodil 15. května 1939 do prosté rolnické rodiny ve vesnici Lychny v okrese Gudauta, kde také získal základní a střední vzdělání. Ve škole patřil mezi nejlepší studenty a snil o studiu na Moskevské státní technické univerzitě N. E. Baumana, jedné z nejprestižnějších technických vysokých škol, avšak nebyl tam přijat ke studiu. Místo toho musel na vojnu, kterou v letech 1959 až 1962 absolvoval ve vojenském okruhu Turkestán.
Nakonec získal vysokoškolské vzdělání v roce 1967 na Gruzínské státní univerzitě subtropického zemědělství, kterou absolvoval s vyznamenáním. Znalosti zde nabyté zužitkoval v počátcích své profesní kariéry. Začínal v témže roce v továrně na zpracování čaje v Gudautě jako směnový mistr. Později byl povýšen na hlavního inženýra podniku, až byl nakonec jmenován ředitelem. V roce 1976 v této továrně skončil a přesunul se do politiky. Na dva roky přijal místo vedoucího odboru zemědělství okresního výkonného výboru okresu Gudauta. V tomto období již byl aktivním členem Komunistické strany Sovětského svazu, ale za oponou probíhal boj o jeho příslušnost, neboť se o Ozgana z důvodu jeho příkladné služby v podniku i předtím na vojně zajímala KGB, která usilovala o to udělat z něj svého pracovníka. Nicméně, první tajemník gudautského okresního stranického výboru Vladimir Tanija nařídil důstojníkům KGB upustit od plánů na zlanaření Ozgana do svých řad, neboť s ním strana počítala pro kariéru v jejích vlastních strukturách.

### Politická kariéra v Abchazské ASSR
Avšak politická kariéra zprvu nezačínala lehko, neboť takové povyšování v rámci strany vyžadovalo prokázání loajality vůči jejímu vedení a dodržování stanovené politické a ideologické linie. V Abcházii to znamenalo být loajální vůči Tbilisi a demonstrovat tezi míru mezi národy. U Ozgana byla situace jiná a jeho kroky byly neslučitelné s činností běžného kariérního straníka. V prosinci 1977 totiž poslalo 130 zástupců abchazské inteligence dopis nejvyšším orgánům SSSR, v kterém si stěžovali na útlak ze strany Tbilisi a zároveň vznesli otázku, zda do připravované novely Ústavy Gruzínské SSR zahrnout doložku o možnosti odtržení Abchazské ASSR od Gruzie. V únoru a březnu 1978 proběhla v Abcházii série demonstrací požadujících přijetí podmínek dopisu a Konstantin Ozgan coby vedoucí zemědělského odboru na okrese Gudauta tyto požadavky plně podporoval. Prezídium Ústředního výboru Komunistické strany Gruzie na to reagovalo vysláním svých zástupců do každého okresu Abcházie, kteří měli za úkol abchazským obyvatelům vysvětlit nemístnost takovýchto požadavků. Do Gudauty se vydal samotný předseda prezídia Nejvyššího sovětu Gruzínské SSR Pavel Gilašvili, jenž byl pro Ozgana tvrdým a nebezpečným politickým soupeřem, neboť Gilašvili byl zároveň místopředsedou prezídia Nejvyššího sovětu SSSR a předtím v letech 1967 až 1972 byl předsedou Rady ministrů Abchazské ASSR, tudíž na rozdíl od ostatních vyslanců z Tbilisi dobře znal tamní stranické kádry. Gilašvili v Gudautě vinil aktivisty z toho, že v době výsevní kampaně odvádějí lidi od práce, a to bude mít na předsednictvu Ústředního výboru Gruzínské SSR dohru. Slova se poté ujal Konstantin Ozgan, který Gilašviliho projev nejprve roztrhal svými argumenty a pak mu bod po bodu vysvětlil podstatu požadavků autorů dopisu. Gilašvili tedy opustil Gudautu s prázdnou.
Brzy poté v roce 1978 byl Ozgan s podporou prvního tajemníka komunistické strany Abcházie Borise Adlejby nominován, a nakonec zvolen na post prvního tajemníka gudautského okresního výboru. Jak se později ukázalo, tuto pozici zastával dlouhodobě, až do roku 1989, kdy musel po celou dobu čelit dalším politickým provokacím ze strany gruzínských komunistů. Například 6. června 1978 při jednání Nejvyšší rady Abcházie, na které byla přijata nová gruzínská Ústava, přičemž budovu i okolí obklíčili vojáci z Gruzie a demonstranti na podporu Ústavy svezení z jiné části Gruzínské SSR. V téže době se konalo shromáždění v Lychny, kam se sjelo na 30 tisíc Abchazů, které Ozgan podpořil, a tak tam absolvoval s narychlo dorazivšími špičkami gruzínské moci slibujícími větší míru autonomie nad rámec ústavního ustanovení několikahodinovou politickou bitvu. Díky tomu byl Ozgan v Abcházii vnímán jako lidový vůdce a nikoliv jako funkcionář povýšený nad lid. Avšak v Gruzii nebyl oblíbený a tamní nacionalistická inteligence a stranické kruhy vynalezly pojem „Ozganebi“, tedy Ozganité, označující každého abchazského vlastence, a pojem „Ozganistán“ pro celý okres Gudauta. Kromě boje za národní zájmy Ozgan pozvedl celý okres hospodářsky.
Souběžně s touto funkcí byl i poslancem Nejvyššího sovětu Abchazské ASSR, kde působil až do roku 1990. Zde sloužil hned od roku 1978 jako místopředseda Nejvyššího sovětu Abchazské ASSR. K řádnému výkonu vysokých politických funkcí bylo požadováno doplnění vzdělání, a tak Ozgan nastoupil na studium politických věd na Vyšší stranické škole při Ústředním výboru KSSS, kterou dokončil v roce 1981 s vyznamenáním.
V roce 1987 povýšil v rámci Nejvyššího sovětu Abchazské ASSR na předsedu, což ale ve skutečnosti byla spíše ceremoniální funkce. V Abcházii byl tou dobou velice oblíbeným politikem. Toho chtěly dle Anriho Džergeniji využít gruzínské stranické špičky v Tbilisi v roce 1989, kdy se konaly volby do Nejvyššího sovětu Sovětského svazu. V té době totiž začal propukat gruzínsko-abchazský konflikt a střety mezi Gruzínci a Abchazy byly čím dál intenzivnější. Do Abcházie se totiž o rok dříve vrátil z Moskvy akademik Vladislav Ardzinba, jenž se těchto voleb také účastnil coby kandidát a Ústřední výbor Gruzínské SSR se pokusil zabránit jeho zvolení, a tak proti němu postavil právě Ozgana, jenž se též těšil obliby u lidí, ale nebyl radikální jako Ardzinba. Jenže Ozgan, který dle Džergeniji prohlédl tuto politickou hru a zachoval se vlastenecky, tuto nominaci odmítl, a tak byl Ardzinba přece zvolen. Ozgan navíc na dalším shromáždění v Lychny, kde byl sepsán požadavek odtržení Abcházie od Gruzie a vyhlášení obnovy statutu svazové republiky, přidal svůj podpis jako pátý v pořadí. Sám Ozgan poté v prosinci 1990 rezignoval z postu předsedy Nejvyššího sovětu Abchazské ASSR, jelikož kvůli zrušení prezídia Nejvyššího sovětu vedeného Valerianem Kobachijou přestal být dle usnesení mimořádného zasedání z 4. prosince toho roku tento post ceremoniální funkcí a stal se nejdůležitějším výkonným orgánem v Abcházii, a tak ho uvolnil pro Ardzinbu.

### Ozganova role v gruzínsko-abchazském konfliktu
Na základě jeho politických kroků byl Ozgan viněn gruzínskou inteligencí z podílnictví na úmrtích během nepokojů v Suchumi z července 1989, a tak gruzínské vedení ještě v tom roce prosadilo jeho odvolání z funkce prvního tajemníka Gudautského okresního výboru Komunistické strany. V Abcházii na to reagovali zvolením Ozgana absolutní většinou hlasů za předsedu okresního výkonného výboru Okresu Gudauta. Současně s tím zahájila vrchní prokuratura SSSR na základě udání prokuratury Gruzínské SSR trestní řízení za účast na tomto vývoji, jenž nakonec vedl k obsazení Abcházie sovětskými vojsky a k efektivnímu odříznutí vedení Abcházie od Gruzie. Ozgan nelenil a stál za vznikem Konfederace horských národů Kavkazu, kde do roku 1994 působil v jejím vedení coby zástupce Abcházie.
Po relativním uklidnění situace byly vypsány v roce 1991 první demokratické volby do Nejvyššího sovětu Abchazské ASSR, jenž byl později transformován do Abchazského lidového shromáždění. V nich byl Ozgan zvolen poslancem a tuto funkci vykonával až do roku 1996. Zde byl členem předsednictva Nejvyššího sovětu a předsedou výboru sociálního a ekonomického rozvoje.
Když v roce 1992 vypukla Válka v Abcházii, stal se Ozgan členem čerstvě ustaveného státního výboru obrany separatistické vlády Abcházie pod vedením Vladislava Ardzinby. Měl na starosti vyjednávání a koordinaci práce s bojovníky Severního Kavkazu, jež do Abcházie svolala Konfederace horských národů Kavkazu, s Kozáky z Ruska a s dalšími dobrovolníky. Plnil řadu úkolů, které mu zadávala separatistická vláda Abcházie, a několikrát jednal s předsedy Krasnodarského kraje, Stavropolského kraje, Rostovské oblasti, s vůdci Adygejska, Karačajsko-Čerkeska, Kabardsko-Balkarska, Severní Osetie, Ingušska, Čečenska a Dagestánu. Dále vyjednával o politické a ekonomické spolupráci s komunitami kozáků Jihu Ruska, Velkého donského vojska, Kubáně a se Svazem stavropolských kozáků. Několikrát se účastnil jednání vlivných kozáckých kruhů v Krasnodaru, Novočerkassku a ve Stavropolu. V roce 1993 organizoval setkání, kde došlo k podpisu dohody mezi jihoruskými Kozáky a Konfederací horských národů Kavkazu. Touto prací zajistil pro Abcházii spojence v boji proti gruzínským vládním jednotkám, a nejen to. Díky svému vyjednávání a vůdcovským schopnostem dokázal dle pamětníků (např. Musy Šanibova zahladit spory, které měly severokavkazské národy mezi sebou i mezi Kozáky, a sjednotit je.
Po skončení bojů na podzim roku 1993 se vrátil na svůj post do Abchazského lidového shromáždění.

### Ministr zahraničí
Konstantin Ozgan se 31. července 1996 stal abchazským ministrem zahraničí poté, kdy byl z tohoto postu odvolán Leonid Lakerbaja. Ozgan v této funkci vedl mnohá jednání s představiteli OSN. Během celého jednoho roku svého působení na ministerstvu zahraničí se několikrát setkal s gruzínským prezidentem Eduardem Ševardnadzem a vyjednával s ním poválečné uspořádání vztahů mezi Abcházií a Gruzií. K tomu použil jako šablonu dohodu mezi Ruskem a separatistickým Čečenskem, avšak gruzínská strana takový dokument, který obě strany gruzínsko-abchazského konfliktu ze všech dosavadních i po desetiletích následující nejblíže přiblížil k míru, a takové vyrovnání nakonec odmítla.
Schylovalo se totiž k dalšímu ozbrojenému střetu, který jednání zhatil. Ještě v roce 1997 Ozgan obvinil Gruzii z podpory terorismu na území Abcházie proti abchazským vojákům a požadoval po Společenství nezávislých států zrušení blokády a ekonomických sankcí, které byly na Abcházii po válce uvaleny, jako nezbytnou podmínku pro povolení návratu gruzínských uprchlíků do jejich domovů v Abcházii.

### Místopředseda vlády, ministr hospodářství a šéf daňového úřadu
Jeho mise na ministerstvu zahraničí však náhle skončila, když premiér Gennadij Gagulija v dubnu 1997 podal ze zdravotních důvodů demisi. Prezident Vladislav Ardzinba ho nahradil dosavadním prvním místopředsedou vlády Sergejem Bagapšem. Bagapše na pozici prvního místopředsedy vlády vystřídal právě Ozgan, jehož na ministerstvu zahraničí 30. dubna nahradil Sergej Šamba. Ozgan byl dále jmenován i ministrem hospodářství. Funkcí se ujal až 7. května.
Ve funkci ministra hospodářství vydržel také jen rok, neboť byl 16. dubna 1998 byl nahrazen Beslanem Kubravou, který předtím řídil abchazský daňový úřad. Ozgan se naopak ujal vedení daňového úřadu, ale funkci prvního místopředsedy vlády si ponechal ještě po jeden následující rok. V roce 1999 vedl coby první místopředseda vlády speciální komisi, jež dohlížela na průběh repatriace vyhnaných Gruzínů z okresu Gali po krátké válce z předešlého roku.
28. května 2002 podal Ozgan demisi na funkci ředitele daňového úřadu, protože byl zvolen poslancem Abchazského lidového shromáždění.

### Poslanec Abchazského lidového shromáždění
Ačkoliv s počátkem 21. století popularita Ozgana stejně jako prezidenta Ardzinby i mnoha dalších příslušníků jeho mocenské kliky klesala, dokázal Ozgan ve volbách do Abchazského lidového shromáždění v roce 2002 uspět v 15. volebním obvodě a stal se opět poslancem. Na ustavující schůzi prohrál v boji o předsednický post s poslancem Nugzarem Ašubou, ale dostal post místopředsedy Abchazského lidového shromáždění. Ozgan se během tohoto období názorově rozešel s vládní mocí a přidal se k opozici, tedy uvítal, když byl v roce 2005 zvolen prezidentem Sergej Bagapš. Snažil se coby poslanec prosadit novelu Ústavy Abcházie, kde by bylo ustanovení dovolující kandidovat na prezidenta pouze občanům Abcházie, kteří žili posledních pět let nepřetržitě na území Abcházie, prodlouženo na více než těch pět let. Jeho návrh nebyl přijat.
Po pěti letech práce v zákonodárném sboru kandidoval ve volbách znovu v roce 2007, avšak znovu už zvolen nebyl. Poté odešel do důchodu.

### Předseda abchazské Rady starších
Dne 31. července 2009 byl Konstantin Ozgan zvolen za předsedu Rady starších, aby nahradil dosavadního předsedu Pavla Adzynbu, který této radě předsedal od jejího vzniku nepřetržitě 16 let a požádal, aby mu bylo dovoleno z této funkce odstoupit.
21. března 2016 coby hlava Rady starších reagoval na uspořádání referenda v Abcházii o tom, zda má Raul Chadžimba pokračovat ve funkci prezidenta země nebo se mají konat předčasné volby. Ozgan jménem celé Rady starších vyzval vládu i opozici, aby namísto toho byla utvořena nová vláda široké koalice.
Konstantin Ozgan o den později dne 22. března 2016 zemřel.
25. března 2016 byl Ozganovi prezidentem Chadžimbou přiznán in memoriam Řád Leona. Pohřben byl v rodinné hrobce v Lychny.